# Aïn El Orak
Aïn El Orak est une commune de la wilaya d'El Bayadh en Algérie.

## Géographie

### Situation
Le territoire de la commune d'Aïn El Orak se situe au centre de la wilaya d'El Bayadh.
| El Mehara | El Mehara         | El Bayadh |
| El Mehara | Aïn El Orak       | Kraakda   |
| Arbaouat  | Arbaouat, Kraakda | Kraakda   |

### Localités de la commune
La commune d'Aïn El Orak est composée de six localités :
- Aïn El Orak
- Ksar Lahmar
- Ouled Sid Hadj Benameur
- Sebaïhi
- Segula
- Sid Hadj Benameur